# Hythe and Dibden
Hythe and Dibden è un villaggio dell'Inghilterra situato nella contea dell'Hampshire, nella regione del Sud Est. Si trova vicino alla cittadina di Southampton, la quale è raggiungibile attraverso un servizio di traghettamento.

## Località
Il nome Hythe significa "luogo d'atterraggio" o "rifugio". Hythe venne citato per la prima volta in un documento parlamentare del 1293. Il porto di Hythe venne localizzato in una mappa del 1575 del cartografo inglese Cristopher Saxton e in una del 1788 del cartografo John Harrison. La chiesa attuale costruita in mattoni e in pietra calcarea di Bath venne edificata nel 1874 ed è intitolata a San Giovanni Battista.
Nel 1837, venne riportata la morte di John Richards di Hythe, figlio di un uomo considerato il fondatore della cittadina. Secondo un quotidiano locale, prima della fondazione di Hythe vi erano soltanto alcune capanne abitate da un gruppo di pescatori. Successivamente, il padre di Richards fece costruire un cantiere navale e delle case per gli operai, facendo sorgere così il villaggio di Heath, in seguito Hythe.
Hythe fu anche parte del villaggio di Fawley fino al 1913, quando venne accorpato con Dibden.
Hythe fu sede della British Power Boat Company. Durante la seconda guerra mondiale, il porto di Hythe venne utilizzato per attraccare piccole navi e torpediniere della Royal Navy, nonché imbarcazioni della marina della RAF. Nella cittadina venne inoltre costruita una base militare di proprietà della RAF; prima della sua chiusura, nel 2006, veniva utilizzata dall'Esercito degli Stati Uniti d'America.
L'ampliamento della raffineria di Fawley negli anni cinquanta permise ad Hythe di espandersi e di garantire nuovi posti di lavoro alla popolazione.